# Mollet del Vallès
Mollet del Vallès este o localitate în Spania în comunitatea Catalonia în provincia Barcelona. În 2007 avea o populație de 51.365 locuitori. Este situată în comarca Vallès Occidental.
1. ↑  Nomenclátor Geográfico de Municipios y Entidades de Población (20240402 edition)
2. ↑   https://www.lavanguardia.com/vida/20220610/8331943/mireia-dionisio-nova-alcaldessa-mollet-valles-substitucio-josep-monras.html, accesat în 14 iulie 2023 Lipsește sau este vid: |title= (ajutor)
3. 1 2   http://www.idescat.cat/pub/?id=aec&n=925&t=2016 Lipsește sau este vid: |title= (ajutor)